# Evangelistar von Wraza

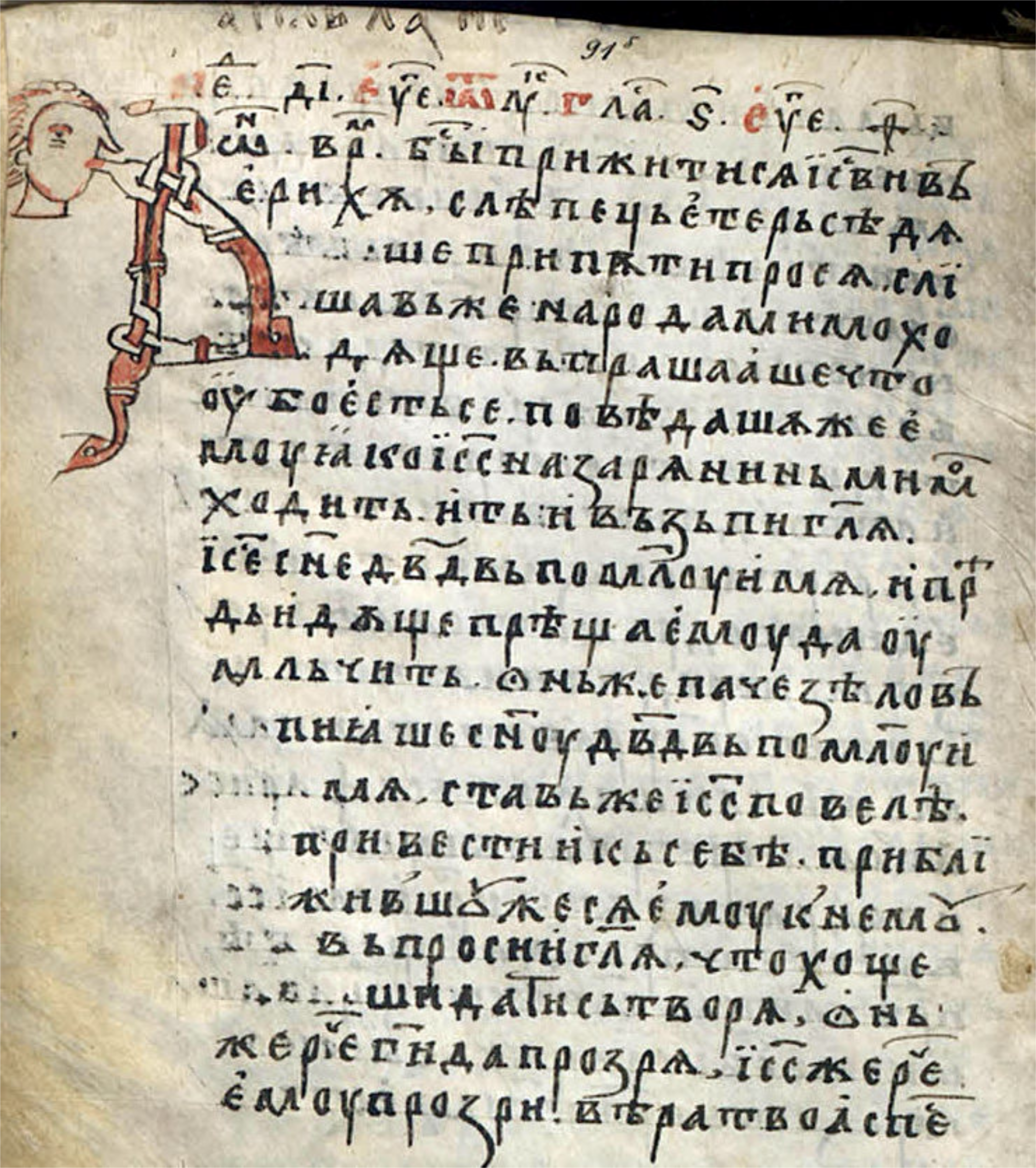
Evangelistar von Wraza

Das Evangelistar von Wraza ist eine illustrierte Handschrift in kirchenslawischer Sprache in kyrillischer Schrift aus dem 13. Jahrhundert, möglicherweise aus dem nordwestlichen Bulgarien.
Sie enthält Perikopen aus den Evangelien des Neuen Testaments für die liturgischen Lesungen an Feiertagen sowie ein Menologion. Es gibt Initialen sowie ornamentale Verzierungen und figürliche Darstellungen.
Die Sprache entspricht den Texten des Ostromir-Evangeliars und des Evangelistars von Archangelsk, die in oder bei Nowgorod entstanden.
Die Handschrift kam (im 19. Jahrhundert?) aus der bulgarischen Stadt Wraza nach Sofia. Heute befindet sie sich in der Nationalbibliothek der Heiligen Kyrill und Method in Sofia.